# Blausee
Il Blausee (letteralmente: "lago blu") è un lago svizzero dell'Oberland Bernese, celebre meta turistica.